# Pseudechis pailsei
Pseudechis pailsei — вид змій родини аспідові (Elapidae).

## Поширення
Є ендеміком Австралії, мешкає на сході материка у штаті Квінсленд поблизу міста Маунт-Айза.

## Опис
Голотип сягав 107 см завдовжки. Тіло коричневого забарвлення із зеленкуватим відтінком. Черево кремового забарвлення.